# Filipíny na Letních olympijských hrách 2016
Filipíny se účastnily Letní olympiády 2016 v 6 sportech. Zastupovalo je 12 sportovců.

## Medailisté
| Medaile | Jméno           | Sport    | Soutěž     |
| ------- | --------------- | -------- | ---------- |
| Stříbro | Hidilyn Diazová | Vzpírání | Ženy 53 kg |